# Wilfredo Loyola
Wilfredo Loyola Torriente es un deportista cubano que compitió en esgrima, especialista en la modalidad de espada. Ganó dos medallas de bronce en el Campeonato Mundial de Esgrima en los años 1987 y 1989.

## Palmarés internacional
| Campeonato Mundial | Campeonato Mundial      | Campeonato Mundial | Campeonato Mundial |
| Año                | Lugar                   | Medalla            | Prueba             |
| ------------------ | ----------------------- | ------------------ | ------------------ |
| 1987               | Lausana (Suiza)         | Medalla de bronce  | Espada individual  |
| 1989               | Denver (Estados Unidos) | Medalla de bronce  | Espada por equipos |